# Marlies Kamleitner
Marlies Kamleitner (* 13. Februar 1970 in Hamburg, geborene Marlies Waelzer) ist eine ehemalige deutsche Handballspielerin, die für die deutsche Nationalmannschaft auflief.

## Karriere
Kamleitner begann das Handballspielen beim SC Condor Hamburg. Nachdem die „Mille“ gerufene Außenspielerin beim AMTV Hamburg spielte, schloss sie sich in der A-Jugend dem TuS Alstertal an, mit der sie die deutsche A-Jugendmeisterschaft gewann. Anschließend spielte Kamleitner in der Damenmannschaft vom TuS Alstertal, mit der sie 1989 in die Bundesliga aufstieg. Nachdem die Mannschaft ein Jahr später wieder abgestiegen war, schloss sie sich dem Bundesligisten TSV GutsMuths Berlin an. Ihr nächster Verein war der TV Lützellinden, mit dem sie 1992 den DHB-Pokal und ein Jahr später die Meisterschaft sowie den Europapokal der Pokalsieger gewann. Daraufhin spielte sie beim TuS Walle Bremen, mit dem sie 1994, 1995 und 1996 den deutschen Meistertitel, 1994 und 1995 den DHB-Pokalerfolg sowie 1994 den Gewinn des Europapokals der Pokalsieger feierte. Beim Gewinn der deutschen Meisterschaft 1995 erzielte Kamleitner in der Schlusssekunde gegen den TV Lützellinden den entscheidenden Treffer zum Titelgewinn.
Ab dem Jahr 1996 lief Kamleitner für den Buxtehuder SV auf. Die Rechtshänderin bestritt in zwei Spielzeiten insgesamt 44 Spiele für Buxtehude, in denen sie 65 Treffer erzielte. Anschließend ging sie für den Regionalligisten Werder Bremen auf Torejagd. Später zog Kamleitner nach Lübeck und spielte daraufhin beim SC Buntekuh. Mit dem SC Buntekuh stieg sie 2003 in die Bundesliga auf. Ein Jahr später beendete sie dort ihre Karriere.
Während ihrer Karriere gehörte sie dem Kader der deutschen Nationalmannschaft an. Im September 1989 trat sie mit der bundesdeutschen Auswahl bei der Juniorinnenweltmeisterschaft in Nigeria an. Sie wurde im März 1990 zwecks Fahrt zu einem Turnier in der DDR erstmals in das bundesdeutsche A-Aufgebot berufen. In ihrem ersten Länderspiel erzielte gegen die Tschechoslowakei zwei Tore. Mit der deutschen Auswahl nahm Kamleitner an den Olympischen Spielen 1996 in Atlanta teil, wo sie acht Tore in drei Partien erzielte.
Kamleitner trainierte ab dem Mai 2011 eine Jugendmannschaft beim Hamburger Verein FC St. Pauli. Ab der Saison 2021/22 bis zum Saisonende 2023/24 engagierte sie sich ein weiteres Mal beim FC St. Pauli als Jugendtrainerin.
Marlies Kamleitner ist Architektin und führt ein Hamburger Architekturbüro. Sie wurde zunächst beim Axel-Springer-Verlag zur Bürokauffrau ausgebildet und holte dann am Hansa-Kolleg das Abitur nach.